# St. Jimi Sebastian Cricket club

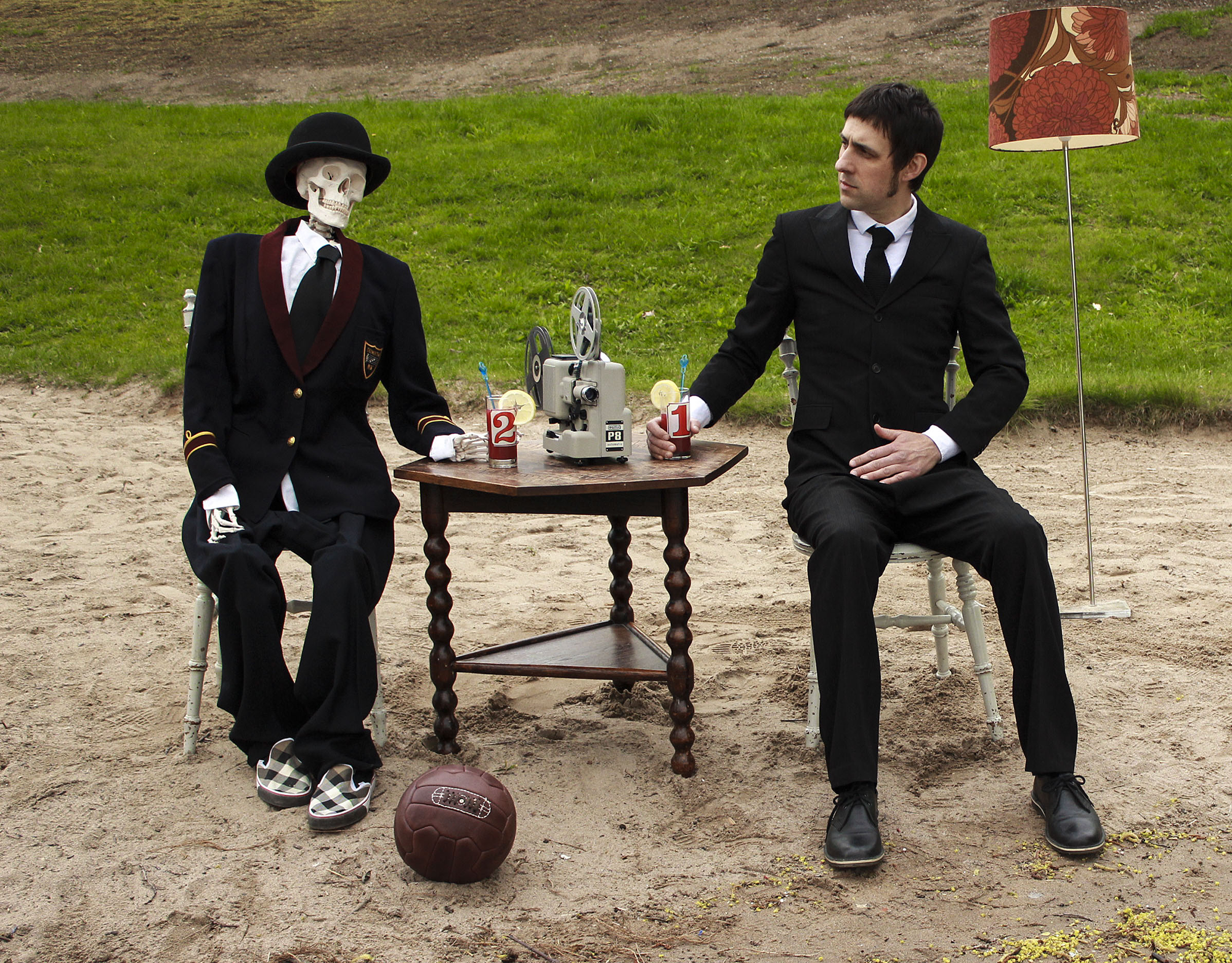

St. Jimi Sebastian Cricket Club är ett svenskt Indierockband från Stockholm. Bandet startades av Jimi Sebastian Wåhlin som tidigare spelat i Gasman och Elmo Red. Bandet har fått uppmärksamhet av press både i Sverigeoch utomlands.

## Diskografi
- 2010 - 900 (Digital EP)
- 2012 - Lift the Darkness (Digital EP)
- 2015 - Epilogue (LP, Album), Brickland Records, Brick009
- 2018 - I Still Get The Calls (7"), Beluga Music, Beluga 072   2019  - The Vibe Singles (Digital EP)   2021 - Until We Meet Again (7") Beluga Records, Brickland Records 2024 Into Your Heartbeat (LP, Album) Brickland Records